# Вайтсвілл (Кентуккі)
Вайтсвілл (англ. Whitesville) — місто (англ. city) в США, в окрузі Девісс штату Кентуккі. Населення — 580 осіб (2020).

## Географія
Вайтсвілл розташований за координатами 37°40′59″ пн. ш. 86°52′11″ зх. д. / 37.68306° пн. ш. 86.86972° зх. д. (37.683144, -86.869833).  За даними Бюро перепису населення США в 2010 році місто мало площу 1,08 км², з яких 1,08 км² — суходіл та 0,00 км² — водойми.

## Демографія
Згідно з переписом 2010 року, у місті мешкали 552 особи в 219 домогосподарствах у складі 152 родин. Густота населення становила 509 осіб/км².  Було 247 помешкань (228/км²).
Расовий склад населення:
| - 97,1 % — білих - 0,5 % — чорних або афроамериканців |

До двох чи більше рас належало 2,0 %. Частка іспаномовних становила 2,7 % від усіх жителів.
За віковим діапазоном населення розподілялося таким чином: 25,9 % — особи молодші 18 років, 54,4 % — особи у віці 18—64 років, 19,7 % — особи у віці 65 років та старші. Медіана віку мешканця становила 40,1 року. На 100 осіб жіночої статі у місті припадало 85,2 чоловіків;  на 100 жінок у віці від 18 років та старших — 86,8 чоловіків також старших 18 років.
Середній дохід на одне домашнє господарство  становив 42 694 долари США (медіана — 33 333), а середній дохід на одну сім'ю — 49 332 долари (медіана — 44 306). За межею бідності перебувало 17,9 % осіб, у тому числі 32,5 % дітей у віці до 18 років та 15,3 % осіб у віці 65 років та старших.
Цивільне працевлаштоване населення становило 152 особи. Основні галузі зайнятості: виробництво — 28,9 %, освіта, охорона здоров'я та соціальна допомога — 17,1 %, роздрібна торгівля — 13,2 %.